# Catherine Lalumière
Catherine Lalumière (Rennes, 3 agosto 1935) è una politica francese del Partito Radical-Socialista francese.
Più volte Deputato al Parlamento e Ministro, ha ricoperto le cariche di Segretario generale del Consiglio d'Europa e Vicepresidente del Parlamento Europeo. Ha anche presieduto la Federazione francese delle case dell'Europa del 2008 al 1º aprile 2017. Presiede la Maison de l'Europe a Parigi, il Relais Culture Europe, l'associazione europea delle Scuole di studi politici del Consiglio d'Europa.

## Biografia
Professoressa di diritto pubblico all'Università di Rennes e all'Università di Parigi I.
Entrò in politica nel 1981 come ministro del consumo nel governo di Pierre Mauroy, e ricevette vari incarichi negli anni ottanta.
Fu segretaria generale del Consiglio d'Europa dal 1989 al 1994, e dal 1994 fu eletta membro del Parlamento Europeo, e rieletta nel 1999.
Attualmente è vice presidente del Movimento Europeo Internazionale, dove presiede il gruppo di lavoro sull'allargamento.